# Anampses geographicus
 Anampses geographicus és una espècie de peix de la família dels làbrids i de l'ordre dels perciformes.

## Morfologia
Els mascles poden assolir els 31 cm de longitud total.

## Distribució geogràfica
Es troba des de Maurici fins a Fidji, les Illes Ryukyu, Austràlia Occidental, la Gran Barrera de Corall i Tonga.